# Sauromatum gaoligongense
Sauromatum gaoligongense är en kallaväxtart som beskrevs av Jenn Che Wang och Hen Li. Sauromatum gaoligongense ingår i släktet ödlekallor, och familjen kallaväxter. Inga underarter finns listade.